# Nika Rozman
Nika Rozman, slovenska gledališka, televizijska in filmska igralka, * 12. december 1985, Ljubljana.
Leta 2010 diplomirala Akademiji za gledališče, radio, film in televizijo v Ljubljani in se zaposlila v ansamblu Mestnega gledališča ljubljanskega, od leta 2014 do leta 2018 je bila članica Slovenskega narodnega gledališča Maribor. Nastopila je v več kratkih in celovečernih filmih. Na 47. Festivalu Borštnikovo srečanje je prejela Borštnikovo nagrado za mlado igralko za vlogo Katerine v uprizoritvi Nevihta Mestnega gledališča ljubljanskega in leta 2015 priznanje ZDUS za umetniške dosežke za vloge v predstavah Prevare Jere Ivanc, Pohujšanje v dolini šentflorjanski Ivana Cankarja in Lulu Franka Wedekinda. Na 18. festivalu slovenskega filma je prejela vesno za najboljšo stransko žensko vlogo v filmu Idila.

## Filmografija
- Dolina rož (2021, tv serija)
- Leninov park (2021, tv serija)
- Jezero (2019, tv serija)
- Bik (2018, kratki igrani film)
- Precednik (2018, tv serija, pilot)
- Obvoznica (2018, celovečerni igrani film)
- Apoptoza (2017, kratki igrani film)
- Pod gladino (2016, celovečerni igrani film)
- Plavanje (2014, kratki igrani film)
- Idila (2014, celovečerni igrani film)
- Pravica ljubiti (2013, kratki igrani film)
- Ivan brez življenja (2013, kratki igrani film)
- Mladost (2012, kratki igrani film)
- Kruha in iger (2011, celovečerni igrani film)
- Njena pravila, moja pogostitev (2010, kratki igrani film)
- Prvi dan v službi (2010, kratki igrani film)
- Piran - Pirano (2010, celovečerni igrani film)
- Brat bratu (2009, tv serija)
- Gospod podzavest (2009, kratki igrani film)
- Proti oknu (2007, kratki igrani film)